# جريج جونز (تنس)
جريج جونز (بالإنجليزية: Greg Jones)‏ مواليد 31 يناير 1989 في سيدني، هو لاعب كرة مضرب أسترالي بدأ مسيرته كمحترف سنة 2007 يلعب باليد اليمنى ويحتل حالياً المرتبة رقم. 276 (10 فبراير 2014) في تصنيف رابطة محترفي كرة المضرب. أعلى تصنيف له في الفردي كان المركز الـ 179 في سنة 2010.

## روابط خارجية
- غريغ جونز على موقع رابطة محترفي التنس (الإنجليزية)
- غريغ جونز على موقع الاتحاد الدولي لكرة المضرب (الإنجليزية)
- غريغ جونز على موقع اتحاد التنس الأسترالي (الإنجليزية)
- غريغ جونز على موقع خلاصة التنس.كوم (الإنجليزية)
- غريغ جونز على موقع إي إس بي إن.كوم (الإنجليزية)
- غريغ جونز على موقع اتحاد ألعاب الكومنولث (مؤرشف) (الإنجليزية)